# همسرم باش (فیلم ۱۹۲۱)
همسرم باش (انگلیسی: Be My Wife) یک فیلم به کارگردانی مکس لیندر است که در سال ۱۹۲۱ منتشر شد. از بازیگران آن می‌توان به مکس لیندر و ویورا دانیل اشاره کرد.